# Onthophagus kuluensis
Onthophagus kuluensis är en skalbaggsart som beskrevs av Bates 1891. Onthophagus kuluensis ingår i släktet Onthophagus och familjen bladhorningar. Inga underarter finns listade i Catalogue of Life.